# Определение (право)
Определение (в праве) — вид судебного акта, который выносится судом по вопросам, требующим разрешения в ходе судебного разбирательства, но которым не решается дело по существу.
Определение суда может оформляться как путём составления отдельного документа, так и путём его занесения в протокол судебного заседания (протокольное определение).
Также определением называется итоговый судебный акт кассационной судебной инстанции в гражданском, уголовном и административном процессах.

## Конституционное судопроизводство РФ
Согласно ч. 4 ст. 71 Федерального конституционного закона «О Конституционном Суде Российской Федерации» все решения, принимаемые Конституционным Судом РФ в ходе осуществления конституционного судопроизводства, кроме постановлений и заключений, именуются определениями.
В частности, согласно Регламенту Конституционного Суда РФ Архивная копия от 20 июня 2008 на Wayback Machine, определения Конституционного Суда РФ выносятся по вопросам:
- принятия обращения к рассмотрению
- об отказе принятия обращения к производству
- о прекращении производства
- об исправлении неточностей, допущенных в решении
- о разъяснении решения
- об освобождении гражданина от уплаты государственной пошлины, уменьшении её размера или об отказе ему в этом

Конституционный Суд РФ самостоятельно решает, подлежит ли конкретное определение оформлению отдельным документом либо заносится в протокол заседания (§ 43 Регламента).
Определения Конституционного Суда РФ, как и другие его акты, окончательны и обжалованию не подлежат.

## Гражданское судопроизводство РФ

### Всуде первой инстанции
Согласно ст. 224 ГПК РФ, судебные постановления суда первой инстанции, которыми дело не разрешается по существу, выносятся в форме определений суда. Определения суда выносятся в совещательной комнате.
При разрешении несложных вопросов суд или судья может выносить определения, не удаляясь в совещательную комнату. Такие определения заносятся в протокол судебного заседания.
Определения суда оглашаются немедленно после их вынесения.
Ряд определений суда первой инстанции может быть обжалован отдельно от решения суда лицами, участвующими в деле, путём подачи частной жалобы в апелляционную инстанцию.
Действующий ГПК РФ предусматривает два случая самостоятельного обжалования определений: 1) когда возможность их обжалования прямо предусмотрена ГПК и 2) если определения суда исключают возможность дальнейшего движения дела.
К определениям, обжалование которых предусмотрено ГПК, в частности, относятся следующие:
- об отказе в признании лиц третьими лицами, заявляющими самостоятельные требования относительно предмета спора (ст. 42)
- о замене или об отказе в замене правопреемника (ст. 44)
- об отказе в обеспечении доказательств (ст. 65)
- по вопросам распоряжения вещественными доказательствами (ст. 76)
- по вопросу возврата носителей аудио- и видеозаписей (ст. 78)
- по всем вопросам, связанным с судебными расходами (ст. 104)
- об отказе сложить судебный штраф или уменьшить его (ст. 106)
- о восстановлении или об отказе в восстановлении пропущенного процессуального срока (ст. 112)
- об отказе в принятии заявления (ст. 134)
- о возвращении заявления (ст. 135)
- об оставлении заявления без движения (ст. 136)
- об обеспечении иска (ст. 145)
- о внесении исправлений в решение суда (ст. 200)
- о разъяснении решения суда (ст. 202)
- об отсрочке или рассрочке исполнения решения суда, об изменении способа и порядка его исполнения (ст. 203)
- об индексации присужденных денежных сумм (ст. 208)
- о немедленном исполнении решения суда (ст. 212)
- об обеспечении исполнения решения суда (ст. 213)
- об отказе в удовлетворении ходатайства об отмене определения суда об оставлении заявления без рассмотрения
- об оставлении кассационных жалобы, представления без движения (ст. 341)
- о возврате кассационных жалобы, представления (ст. 342)
- об отказе в принудительном исполнении решения иностранного суда (ст. 412)
- об отмене решения третейского суда или об отказе в его отмене (ст. 422)
- о выдаче исполнительного листа или об отказе в выдаче исполнительного листа на принудительное исполнение решения третейского суда (ст. 427)
- о выдаче дубликата исполнительного листа или судебного приказа (ст. 430)
- о приостановлении или прекращении исполнительного производства (ст. 440)
- по результатам рассмотрения заявления (жалобы) на действия (бездействие) судебного пристава-исполнителя (ст. 441)
- о повороте исполнения решения суда (ст. 444)

Иные определения обжалованию через процедуру подачи частной жалобы не подлежат, но возражения на них могут быть включены в кассационную жалобу.
Определения, обжалованию не подлежащие, вступают в силу сразу после их вынесения судом; определения, на которые может быть подана частная жалоба, вступают в силу после истечения срока на такое обжалование (15 дней со дня вынесения).

### Суд второй (апелляционной) инстанции
Постановление суда апелляционной инстанции выносится в форме апелляционного определения (ст. 329 ГПК РФ).